# ماجرای عجیب
ماجرای عجیب فیلمی به کارگردانی و نویسندگی سرژ آزاریان محصول سال ۱۳۳۵ است.

## بازیگران
- حیدر صارمی
- ملکه رنجبر
- هادی طاهر